# Palo Bonito, Michoacán de Ocampo
Palo Bonito är en ort i Mexiko.   Den ligger i kommunen Tlalpujahua och delstaten Michoacán de Ocampo, i den sydöstra delen av landet, 110 km väster om huvudstaden Mexico City. Palo Bonito ligger 2 929 meter över havet och antalet invånare är 101.
Terrängen runt Palo Bonito är huvudsakligen kuperad. Palo Bonito ligger uppe på en höjd. Runt Palo Bonito är det ganska tätbefolkat, med 179 invånare per kvadratkilometer. Närmaste större samhälle är El Oro de Hidalgo, 4,5 km nordost om Palo Bonito. Trakten runt Palo Bonito består till största delen av jordbruksmark.